# Piotr Dunin Borkowski (zm. 1619)
Piotr Dunin Borkowski herbu Łabędź (zm. w 1619 roku) – chorąży sandomierski w latach 1616-1619.
Poseł na sejm 1615 i 1618 roku z województwa sandomierskiego.